# Pandemia de COVID-19 en Dinamarca
La pandemia de COVID-19 en Dinamarca es parte de la pandemia en curso de la enfermedad por coronavirus 2019 (COVID-19) causada por el coronavirus 2 del síndrome respiratorio agudo severo (SARS-CoV-2). Se confirmó que el virus se había extendido en Dinamarca cuando se confirmó el primer caso  el 27 de febrero de 2020.
Hasta el 20 de febrero de 2022, se contabiliza la cifra de 2,457,086 casos confirmados, 4,312 fallecidos y 1,800,177 pacientes recuperados del virus.

## Antecedentes

### Enero
El 12 de enero de 2020, la Organización Mundial de la Salud (OMS) confirmó que un nuevo coronavirus era la causa de una enfermedad respiratoria en un grupo de personas en la ciudad de Wuhan, provincia de Hubei, China, que se informó a la OMS el 31 de diciembre de 2019.
El índice de letalidad para COVID-19 ha sido mucho más bajo que el SARS de 2003, pero la transmisión ha sido significativamente mayor, con un número total de muertes significativas.

#### Febrero
Desde finales de enero hasta principios de febrero, varios grupos de ciudadanos daneses fueron evacuados de China. Todos fueron puestos en cuarentena y probados; ninguno estaba infectado.
A fines de febrero, tres hombres dieron positivo por el virus. El 27 de febrero de 2020, Dinamarca confirmó su primer caso, un hombre de Roskilde que había estado esquiando en Lombardía, Italia, y regresó a Dinamarca el 24 de febrero.  Al día siguiente, un hombre en Copenhague dio positivo.  Había estado esquiando en Italia dos semanas antes, y el período de tiempo relativamente largo dificultó determinar si el virus se había propagado de él a otros en ese tiempo.  El 29 de febrero, un hombre en Aarhus dio positivo; se creía que se había infectado en una conferencia médica en Alemania.

#### Marzo
Ante la deriva de transmisión del virus, el gobierno prohibió por decreto los eventos de más de 1.000 personas. Esto llevó a la televisión danesa a realizar a puerta cerrada el Melodi Grand Prix el día 7 de marzo, el festival de la canción danesa en el que se elige al representante del país en el Festival de Eurovisión, devolviendo las 10.000 entradas adquiridas en las semanas previas, decisión polémica en un primer momento.

## Estadísticas

### Casos por regiones
| Región Capital          | 1 083 478 | 2677 |
| Jutlandia Central       | 731 305   | 1037 |
| Dinamarca Meridional    | 646 885   | 1212 |
| Selandia                | 432 100   | 1085 |
| Jutlandia Septentrional | 327 798   | 680  |
| Dinamarca               | 3 221 566 | 6691 |

## Respuesta de la Unión Europea
A partir de finales del primer trimestre de 2020, varios de los Estados miembros de la Unión se confrontaron a la crisis sanitaria de la pandemia de COVID-19. El impacto mediático generado por la situación, precipitó a los gobiernos nacionales y a las instituciones europeas a una situación sin precedentes, que en marzo, llevó a que los Estados miembros aceptaran la recomendación emitida por la Comisión Von der Leyen sobre lo que deberían hacer para restringir la entrada en el territorio a los residentes extracomunitarios. Casi al mismo tiempo, la Comisión lanzó su primera reserva de material médico con el fin de repartirlo a los Estados de la Unión más afectados por la pandemia.
En abril se sucedieron numerosas acciones políticas en respuesta a la crisis. En primer lugar reaccionó el Banco Central Europeo (BCE) con un programa de compra de títulos para evitar el colapso de los mercados de deuda, lo que contribuyó a estabilizar la situación financiera. Entonces, tras ser aprobada por primera vez la denominada “cláusula general de salvaguarda” prevista para escenarios de graves crisis generalizadas que afecten a la eurozona, la Comisión pudo levantar los límites que fijaba el pacto de estabilidad y crecimiento. De esta forma se autorizó a los gobiernos nacionales a inyectar en la economía tanto dinero «como fuese necesario». A dicha flexibilización se añadieron también los cambios en la autorización de ayudas públicas, ya que la normativa permitió otorgar hasta 800.000 euros por compañía en forma de subvención directa o ventajas fiscales. De manera complementaria, el Eurogrupo logró un acuerdo la segunda semana de abril que estableció los detalles de la primera red de seguridad comunitaria contra los efectos de la pandemia.
Pero el anuncio más destacado llegó el 18 de mayo de 2020, cuando en una rueda de prensa Merkel y Macron presentaron un plan para la UE en el marco de la crisis de la pandemia. Este impulso se integró con varias acciones institucionales de las semanas anteriores, y sirvió de base al plan recuperación económica (Next Generation EU) presentado por Von der Leyen la semana siguiente. Empero, el anuncio conjunto de Merkel y Macron fue impulsado por un fallo del Tribunal Constitucional de Alemania, que días antes había puesto en duda la independencia del Banco Central Europeo (BCE) para mantener a flote las economías de los miembros más vulnerables de la organización, así como la gobernabilidad de la UE. Hasta entonces, Merkel —quien ocho años antes, en el punto más álgido de la crisis del euro, aseguró que no habría eurobonos «mientras yo viva»— se había opuesto a la propuesta de Macron para crear un fondo que obligaría a los 27 a aumentar la deuda de forma conjunta.
En diciembre de 2020, la vacuna Tozinameran contra la COVID-19 logró la autorización de comercialización en la UE. BioNTech (Societas europaea), el laboratorio al origen de dicho producto, había recibido más de 9 millones de euros de financiación de la UE para la investigación durante la década precedente. Además, en junio fue beneficiario de un préstamo de 100 millones de euros del Banco Europeo de Inversiones (BEI), respaldado por la UE. Esto ayudó al laboratorio alemán a ampliar sus capacidades de fabricación y a suministrar la vacuna a nivel mundial.
En el plano internacional, durante el mes de mayo la Comisión lanzó la "Respuesta mundial al coronavirus", una acción que perseguía el «acceso universal a vacunas, tratamientos y tests de coronavirus asequibles». En la primera jornada del evento quedó cubierto el objetivo monetario de 7400 millones de euros, más de un tercio de los cuales procedían de la UE y sus Estados miembros. Este “maratón mundial de donantes”, dio paso al lanzamiento de una campaña denominada Global Goal: Unite for our Future que culminó el 27 de junio con una cumbre mundial de donantes, presidida por Von der Leyen, que recaudo 6.150 millones de euros.